# Ширвіндт Михайло Олександрович
Михайло Олександрович Ширвіндт (14 серпня 1958 , Москва ) — радянський і російський телеведучий, видеоблогер, письменник мемуарист, теле- і кінопродюсер. Раніше був театральним актором. Ведучий телепрограм «Дог-шоу „Я і моя собака“» («НТВ» і «Перший канал», 1995—2005) і «Хочу знати» («Перший канал», 2007—2013). Батько — Олександр Ширвіндт (1934-2024).

## Біографія
Народитися 14 серпня 1958 року в Москві, в сім'ї актора Олександра Ширвіндта (1934-2024) і архітектора Наталії Миколаївни Білоусової (нар. 1935). Перші сім років прожив в комунальній квартирі в Скатертном провулку. Пішов до школи в 1965 році, через рік був відрахований і перейшов до іншої школи, звідки був відрахований за погану поведінку в 1973 році, наступну школу закінчив у 1975 році.

Ще будучи школярем, Михайло Ширвіндт навчався дуже погано — мав двійки з усіх предметів, крім праці і фізкультури. Улюблене заняття Михайла в ті роки — підривати унітази в туалетах. Робилося це так: Миша «тибрив» з уроку хімії реактиви, завертав їх в газети і спускав в усі унітази. Через кілька хвилин потужний вибух стрясав школу, і туалет виходив з ладу мінімум на місяць. За ці витівки (та й за інші також) Мишу Ширвіндта виганяли з двох шкіл.
— 
У 1975 році вступив до Театрального училища ім. Щукіна, але в 1977 році був відрахований " за вчинок, несумісний зі званням комсомольця — поглумився над державним прапором: 7 листопада 1977 року він забрався в компанії інших студентів на дах архітектурного інституту, зірвавши радянський прапор. За мотивами цих подій знято фільм «Російський регтайм». Працював у ВІА «Самоцвіти» — вантажником, радистом, монтувальником декорацій і няньчив дітей відомих радянських співаків Вову Преснякова та Діму Малікова. Через два роки відновився в комсомолі та інституті, і в 1981 році закінчив навчання. У період після відрахування з училища працював монтувальником декорацій в театрі «Сучасник». У 1981 році вступив на роботу до театру «Сатирикон» під керівництвом Аркадія Райкіна і пропрацював там до 1989 року.
В 1989 році пішов з театру разом з дружиною. З січня 1989 року по грудень 1995 рік займався кінопродюсуванням («Російський регтайм», «Літні люди», «Священний вантаж» (США)).

### Кар'єра на телебаченні
В 1992 році почав працювати на телебаченні як автор і ведучий передачі «Лотто-Мільйон».
У 1992 році разом з Олександром Коняшовим створив студію «Терези», пізніше — телекомпанію «Живі новини».
З 16 квітня 1995 до 28 серпня 2005 року працював ведучим телепрограми «Дог-шоу. Я і моя собака», спочатку на телеканалі НТВ, потім-на «Першому каналі». Після 2004 року припинив свою співпрацю з НТВ через власну незгоду з тодішньою програмною політикою каналу.
У 2004 році, коли «Дог-шоу» з беззмінним ведучим виходила в ефір вже майже десять років, була видана книга «Собаче життя Михайла Ширвіндта», яка, за словами автора, з'явилася на світ як своєрідне підведення підсумків його «„собачої“ діяльності і загальної „особаченості“ життя». Туди увійшли поради господарям собак, а також різноманітні історії і просто забавні факти по темі.
Як телепродюсер випускав передачі: «Живі новини з Тетяною Морозовою», «Подорожі натураліста з Павлом Любимцевим», «Рослинне життя з Павлом Лобковим»"Путівка в життя з Родіоном Нахапетовим", «Мисливці за рецептами з Любов'ю Поліщук і Сергієм Цигалем», «Музична історія», «Хоббіти з Василем Уткіним», «Від смішного до великого». Документальні фільми — «Роберт Стуруа репетирує Гамлета», «Процес Синявського і Даніеля», «Великий Жовтень: Гола правда» тощо.
У 2007—2009 роках разом зі своїм батьком був ведучим передачі «Браво, артист!» на телеканалі «ТВ Центр». З 13 січня 2007 до 1 березня 2013 року вів передачу «Хочу знати» на «Першому каналі».
Зараз відмовляється співпрацювати з будь-якими телеканалами:
|  | По ефіру рівним шаром розмазані ток-шоу з нескінченними криками. <...> Це ганьба і сором, якщо двома словами. Формат тут не рятує. Я ввів для себе санкції на телебачення у відповідь на те, що воно поклало великий болт на нас усіх. У мене ці кнопки відключені. |

### Ресторанний бізнес
У 2000 році разом з Антоном Табаковим відкрив ресторан «Штольц» на Савинській набережній, однак у 2006 році заклад було закрито після «рейдерського захоплення».
У травні 2015 року на Малій Бронній був відкритий новий ресторан-кафе єврейської кухні «Сім сорок», згодом через фінансові та кадрові проблеми з липня 2017 року на цьому ж місці з'явилося кафе Bronco, що також належить Ширвіндту. Кафе Bronco зачинено в 2019 році.

### Подальша діяльність
У грудні 2017 року відкрив власний канал на YouTube, де став випускати проект «Їстівне неїстівне», в якому розповідається про кухню народів світу.
У 2017 році випустив автобіографічну книгу «Мемуари двієчника».

## Громадська позиція
У березні 2020 року підписав звернення проти прийняття поправок до Конституції РФ, запропонованих президентом Путіним.

## Особисте життя
- Син від першого шлюбу — Андрій Михайлович Ширвіндт (нар. 6 квітня 1981), названий на честь Андрія Миронова, який був його хрещеним батьком, нині доцент кафедри цивільного права юридичного факультету МДУ, кандидат юридичних наук, заступник голови Ради "Дослідницького центру приватного права ім. С. С. Алексєєва при Президентові Російської Федерації — декан російської школи приватного права[20][21][22][23][24].
  - Онуки — Анастасія (нар.. 2002), Елла (нар.. 2011), Ірина (нар.. 2018).
- Друга дружина Тетяна Павлівна Морозова (нар.. 20 грудня 1959) — була актрисою в Театрі мініатюр Аркадія Райкіна («Сатирикон»), потім танцювала з Борисом Мойсеєвим у тріо «Експресія», була ведучою програми «Живі новини» (НТВ). 25 липня 2019 року Ширвіндт подав до суду позов про розірвання шлюбу з Морозовою[25].
  - Дочка Олександра Михайлівна Ширвіндт (нар.. 13 березня 1986), мистецтвознавець[2].
    - онуки Семен і Матвій (нар.. весна 2020 року)[26]
- Третій шлюб — зима 2019/2020 року
  - син (нар.. травень 2020)
- Батько — Олександр Ширвіндт (19 липня 1934 — 15 березня 2024) — радянський і російський актор театру і кіно, театральний режисер, сценарист — педагог, телеведучий, протягом сімдесяти двох років був другом і постійним партнером по естрадних номерах Михайла Державіна. У середині 1980-х років вони разом вели телевізійну програму «Ранкова пошта».

### Захоплення
Вболіває за московський футбольний клуб «Спартак».

## Примітка
1. ↑  Ширвиндт Михаил. Михаил Ширвиндт — Персонально ваш — Эхо Москвы, 16.10.2020. Эхо Москвы (рос.). Архів оригіналу за 24 червня 2021. Процитовано 25 лютого 2021.
2. 1 2 3 4 5 6  «Досье» Михаила Ширвиндта на сайте Первого канала
3. 1 2  Михаил Ширвиндт — биография. Архів оригіналу за 21 вересня 2009. Процитовано 12 вересня 2009. [Архівовано 2009-09-21 у Wayback Machine.]
4. ↑  Закулисье. Неизвестный выиграл 17 миллионов. Коммерсантъ. 7 листопада 1992. Архів оригіналу за 29 червня 2021. Процитовано 19 червня 2021.
5. ↑  Михаил Ширвиндт: «Меня три раза выгоняли из школы!». Популярный телеведущий начинает новый сезон проекта «Хочу знать». Комсомольская правда. 17 вересня 2009. Архів оригіналу за 24 вересня 2009. Процитовано 19 червня 2021.
6. ↑  Книга "Собачья жизнь Михаила Ширвиндта" из жанра Разное - скачать, читать онлайн. www.chitalkino.ru. Архів оригіналу за 24 червня 2021. Процитовано 21 вересня 2020.
7. ↑  ГОРЯЩАЯ ПУТЕВКА В ЖИЗНЬ. Телевизионщики хотят помочь детям, которым не способно помочь государство. Московские новости. 2002. Архів оригіналу за 2 березня 2005. Процитовано 19 червня 2021.
8. ↑  Михаил Ширвиндт выдаст «Путевку в жизнь». Российская газета. 15 листопада 2003. Архів оригіналу за 10 грудня 2017. Процитовано 19 червня 2021.
9. ↑  Что хочет знать Михаил Ширвиндт. Эхо Москвы. 21 червня 2009. Архів оригіналу за 8 лютого 2018. Процитовано 19 червня 2021.
10. ↑  «Поступал по блату и не стыжусь». Jewish.ru. 8 червня 2018. Архів оригіналу за 22 листопада 2018. Процитовано 19 червня 2021.
11. ↑  Беззащитный «Штольц». Музыкальная правда. 25 липня 2006. Архів оригіналу за 22 листопада 2018. Процитовано 19 червня 2021.
12. ↑  На Малой Бронной открылось кафе кошерной еврейской кухни «Семь сорок». The Village. 22 травня 2015. Архів оригіналу за 22 листопада 2018. Процитовано 19 червня 2021.
13. ↑  Новое кафе Михаила Ширвиндта открылось на Патриарших. Elle. 28 липня 2017. Архів оригіналу за 22 листопада 2018. Процитовано 19 червня 2021. [Архівовано 2018-11-22 у Wayback Machine.]
14. ↑  Михаил Ширвиндт: «Закрыл кафе и рад, что сделал это до пандемии» | StarHit.ru. www.starhit.ru (рос.). Архів оригіналу за 2 червня 2021. Процитовано 31 травня 2021.
15. ↑  Канал Съедобное Несъедобное с Михаилом Ширвиндтом на YouTube
16. ↑  Михаил Ширвиндт: «Такой цензуры российского ТВ я не помню даже в советские времена». StarHit. 8 січня 2021. Архів оригіналу за 8 січня 2021. Процитовано 19 червня 2021.
17. ↑  Ларина, Ксения (24 грудня 2017). Дифирамб. Михаил Ширвиндт. Эхо Москвы. Архів оригіналу за 7 серпня 2018. Процитовано 17 лютого 2019.
18. ↑  Ширвиндт, Михаил. Мемуары двоечника. — Эксмо, 2017. — 336 с. — (Известные дети о знаменитых родителях) — ISBN 978-5-04-089068-2.
19. ↑  Не допустить конституционный кризис и антиконституционный переворот. Обращение ученых, писателей и журналистов к гражданам России. Архів оригіналу за 26 квітня 2020. Процитовано 19 червня 2021.
20. ↑  Ширвиндт Андрей Михайлович. Московская высшая школа социальных и экономических наук. 2019. Архів оригіналу за 8 травня 2019. Процитовано 17 лютого 2019. [Архівовано 2019-05-08 у Wayback Machine.]
21. ↑  Кто есть кто в семействе Ширвиндт?. «Московский комсомолец» № 21571. 1 грудня 2000. Архів оригіналу за 18 лютого 2019. Процитовано 17 лютого 2019.
22. ↑  Ширвиндт Андрей Михайлович. Юридический факультет МГУ. Архів оригіналу за 8 травня 2019. Процитовано 17 лютого 2019. [Архівовано 2019-05-08 у Wayback Machine.]
23. ↑  Ширвиндт Андрей Михайлович. Семинары, тренинги, курсы повышения квалификации Ширвиндта Андрея. Архів оригіналу за 15 січня 2013. Процитовано 9 липня 2011. [Архівовано 2013-01-15 у Wayback Machine.]
24. ↑  Ширвиндт Андрей Михайлович (рос.). Исследовательский центр частного права им. С.С.Алексеева при Президенте РФ. Архів оригіналу за 9 червня 2020. Процитовано 9 червня 2020.
25. ↑  Михаил Ширвиндт подал на развод. Архів оригіналу за 25 липня 2019. Процитовано 19 червня 2021.
26. ↑  Александр Ширвиндт: «Театр без зрителя — все равно что секс по телефону» (рос.). Московский комсомолец. Архів оригіналу за 12 травня 2020. Процитовано 13 травня 2020.
27. ↑  Третяк А. Знаменитые болельщики российских команд [Архівовано 6 травня 2021 у Wayback Machine.] // Чемпионат — 2013.